# Харрисон, Ноэль
Ноэ́ль Ха́ррисон (англ. Noel Harrison; 29 января 1934, Лондон — 19 октября 2013, Ашбертон) — британский актёр, певец, участник Олимпийских игр в горнолыжном спорте. Сын сэра Рекса Харрисона. Песня The Windmills of Your Mind из кинофильма «Афера Томаса Крауна» в его исполнении в 1969 году была удостоена премии «Оскар».

## Биография
В подростковом возрасте учился играть на гитаре в театральном кружке в Ипсвиче, но главным его хобби был горнолыжный спорт. Сначала он попал в команду Великобритании, выиграл в 1953 году свою первую гонку (гигантский слалом), участвовал в зимних Олимпийских играх 1952 и 1956 годов. Лучший результат на Олимпийских играх — 47-е место среди 57 финишировавших в слаломе в 1956 году.
До 1950 года служил в армии, мечтал стать журналистом, но вместо этого стал играть на гитаре. Прорывом стало участие в программе Tonight, где он пел во время новостей в стиле калипсо.
В возрасте двадцати лет Ноэль Харрисон начал профессиональную карьеру в греческом ресторане в Лондоне. Также он гастролировал по барам и ресторанам Европы, записал «живой» альбом в Blue Angel Club.

## Фильмография
- 1948 — Городской тост (сериал), Toast of the Town — играет самого себя — Singer
- 1952 — Сегодня (сериал), Today — играет самого себя
- 1961 — Лучшие враги, The Best of Enemies — Lt. Hilary Актёр: Играет самого себя
- 1962 — Вечернее шоу Джонни Карсона (сериал), The Tonight Show Starring Johnny Carson — играет самого себя
- 1962 — Шоу Мерва Гриффина (сериал), The Merv Griffin Show — играет самого себя
- 1962 — Шоу Энди Уильямса (сериал), The Andy Williams Show — играет самого себя
- 1964 — Жарковато для июня, Hot Enough for June — Johnnie
- 1964 — Человек от Д. Я. Д. И. (сериал), The Man from U.N.C.L.E. — Mark Slate
- 1965 — Любовные приключения Молл Флэндерс, The Amorous Adventures of Moll Flanders — Second Mohock
- 1965 —Там, где шпионы, Where the Spies Are — Jackson
- 1966 — The Girl from U.N.C.L.E. (сериал), — Mark Slate
- 1966 — Миссия невыполнима (сериал), Mission: Impossible — Nicolai
- 1967 — The O’Keefe Centre Presents: The Rock Scene — Like It Is! (ТВ), — Host
- 1967 — Железная сторона (сериал), Ironside — Buckler
- 1968 — Where the Girls Are (ТВ), — играет самого себя
- 1968 — Наименование игры (сериал), The Name of the Game — Steven Talbot
- 1968 — Отряд 'Стиляги' (сериал), The Mod Squad — Quinn
- 1968 — Требуется вор (сериал), It Takes a Thief — Lester V. Griffin
- 1969 — Playboy After Dark (сериал), — Singer
- 1970 — Например, такая как ты, Take a Girl Like You — Julian Ormerod
- 1972 — Call Holme (ТВ), — Lester Faulkner
- 1977 — Лодка любви (сериал), The Love Boat — Trevor Staines
- 1979 — Супруги Харт (сериал), Hart to Hart — Ridings
- 1984 — Кейт и Элли (сериал), Kate & Allie — Owen Ives
- 1985 — Альфред Хичкок представляет (сериал), Alfred Hitchcock Presents — Charles Blanchard
- 1985 — Власть, Power — Leonard Thompson
- 1987 — Биография (сериал), Biography — сын
- 1991 — Tagget (ТВ), — Jerrold Hicks
- 1996 — Трейси принимает вызов (сериал), Tracey Takes On — Johnny
- 1997 — Дежа вю, Déjà Vu — John Stoner
- 1999 — The Murder in China Basin — George Guest